# Rue Francis-Carco
La rue Francis-Carco, anciennement passage de la Goutte-d'Or, est une voie du 18e arrondissement de Paris, en France.

## Situation et accès
La rue Francis-Carco est une voie publique située dans le 18e arrondissement de Paris. Rue en retour d'équerre, elle débute au 26, rue Doudeauville et se termine au 66, rue Stephenson.

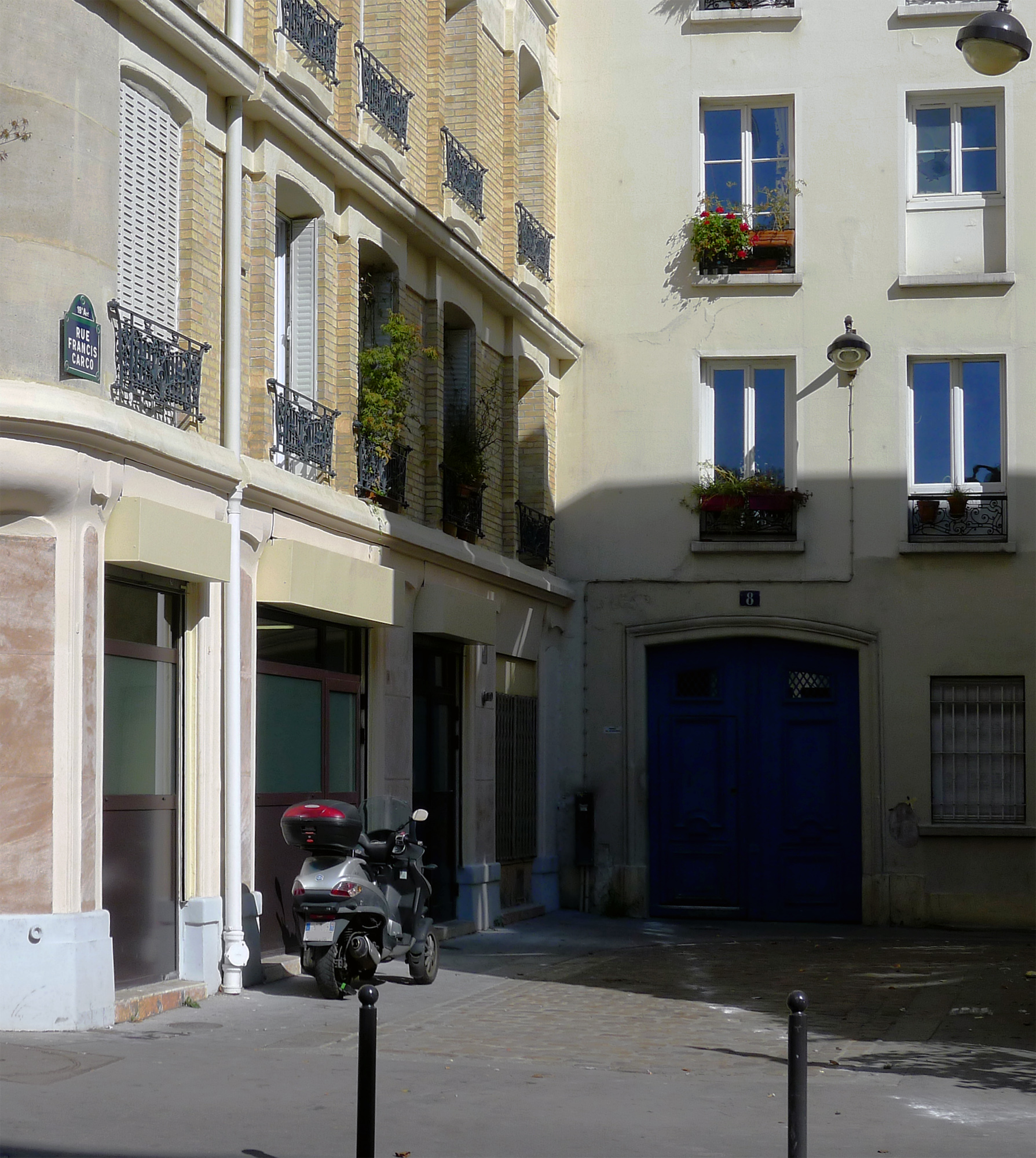
Rue Francis-Carco vue depuis la rue Stephenson.

## Origine du nom
La voie est nommée en l'honneur de Francis Carco (1886-1958), écrivain français.

## Historique
Le passage Doudeauville est ouvert en 1856 sur la commune de La Chapelle (rattachée à Paris en 1859) pour relier la rue Doudeauville à la rue Marcadet. Le passage n'est pas rectiligne, mais forme deux angles droits. À la fin du XIXe siècle, la rue Stephenson est prolongée au nord de la rue Doudeauville jusqu'à la rue Ordener. Le passage est alors coupé en deux parties : à l'ouest, le passage Doudeauville, à l'est le passage de la Goutte-d'Or. Le premier est rebaptisé « rue Émile-Duployé » en 1931 et le second « rue Francis-Carco » en 1971.